# Halothamnus iliensis
Halothamnus iliensis är en amarantväxtart som först beskrevs av Vladimir Ippolitovich Lipsky, och fick sitt nu gällande namn av Viktor Petrovitj Botjantsev. Halothamnus iliensis ingår i släktet Halothamnus och familjen amarantväxter. Inga underarter finns listade i Catalogue of Life.

## Bildgalleri

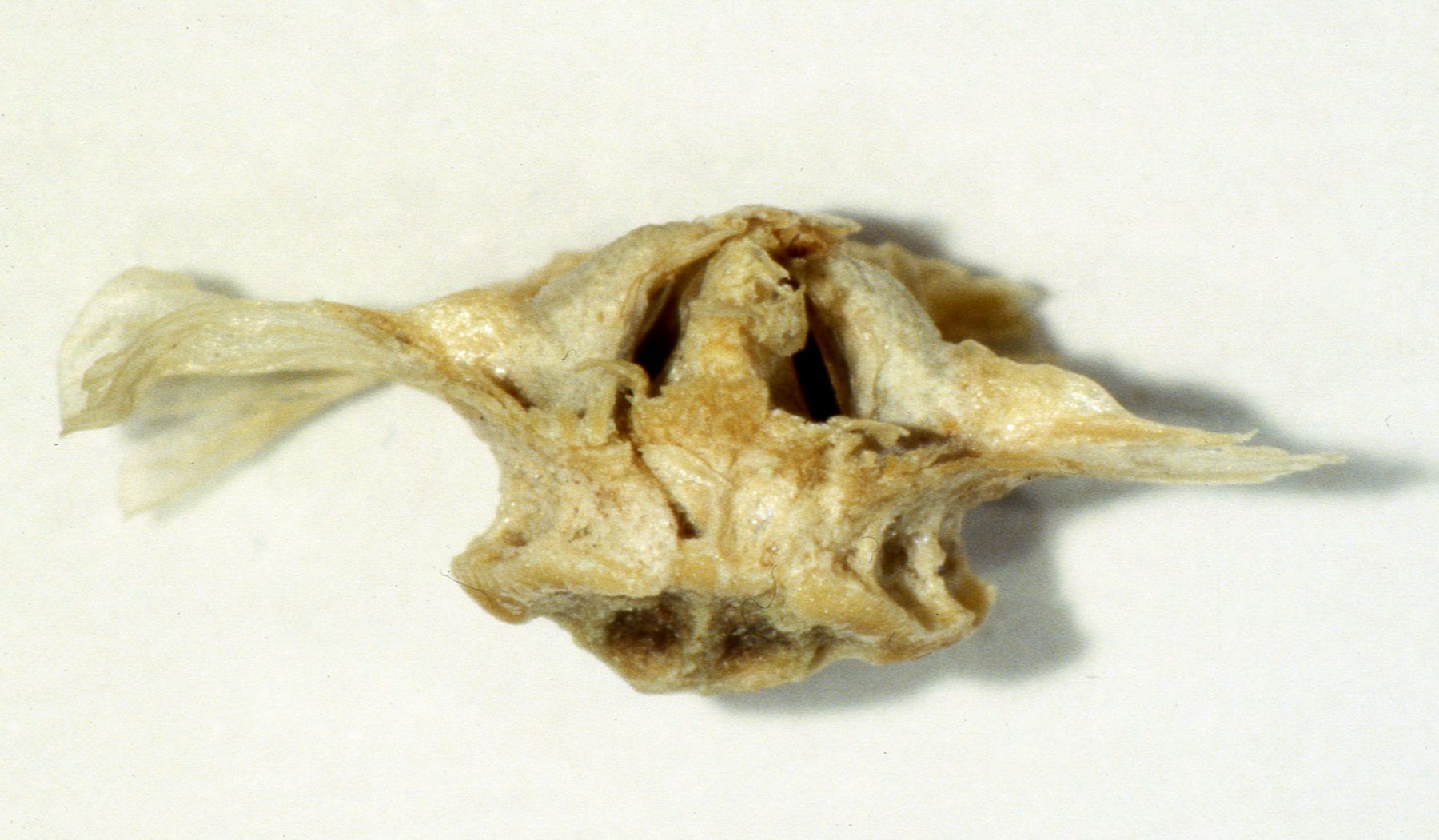
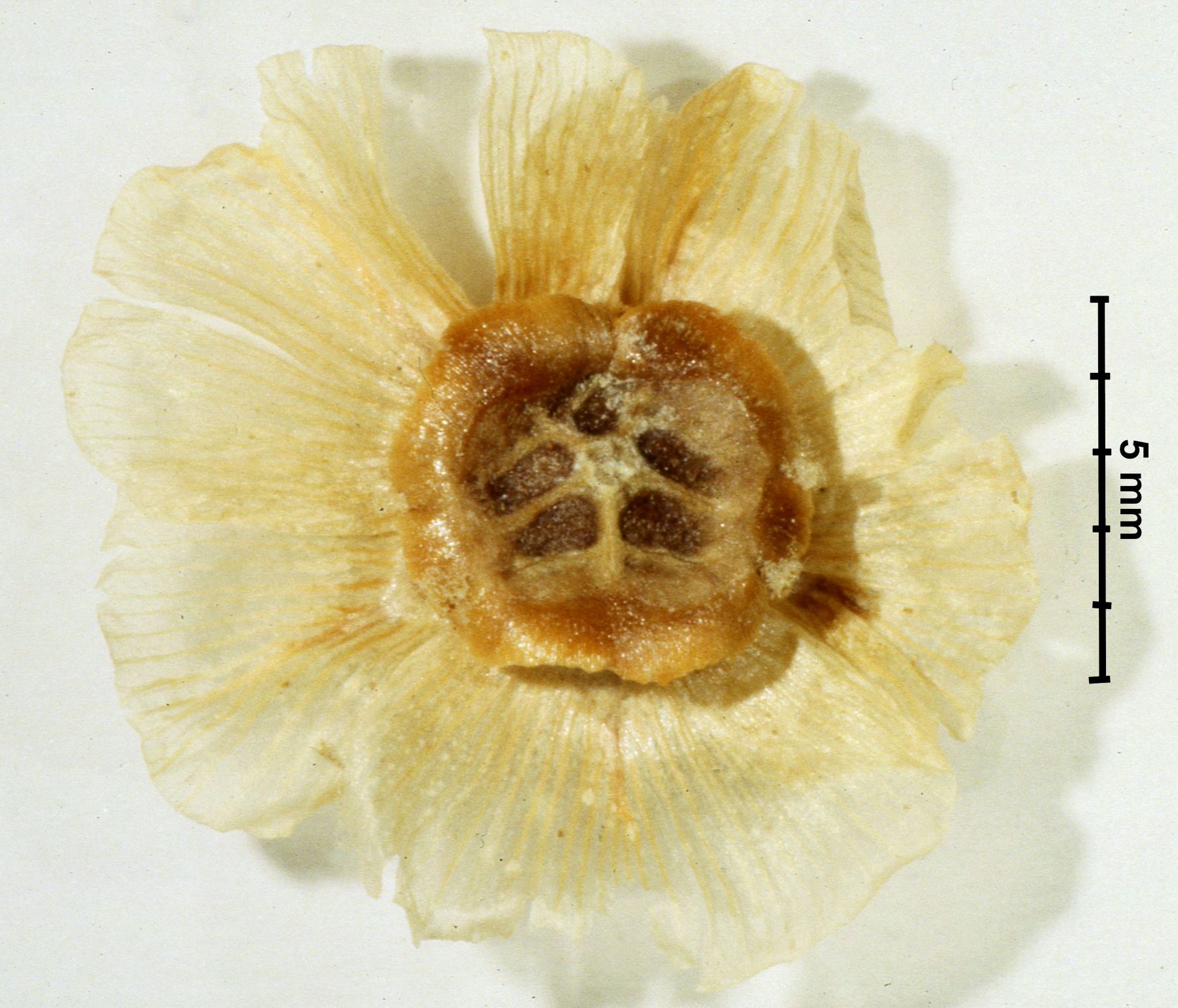
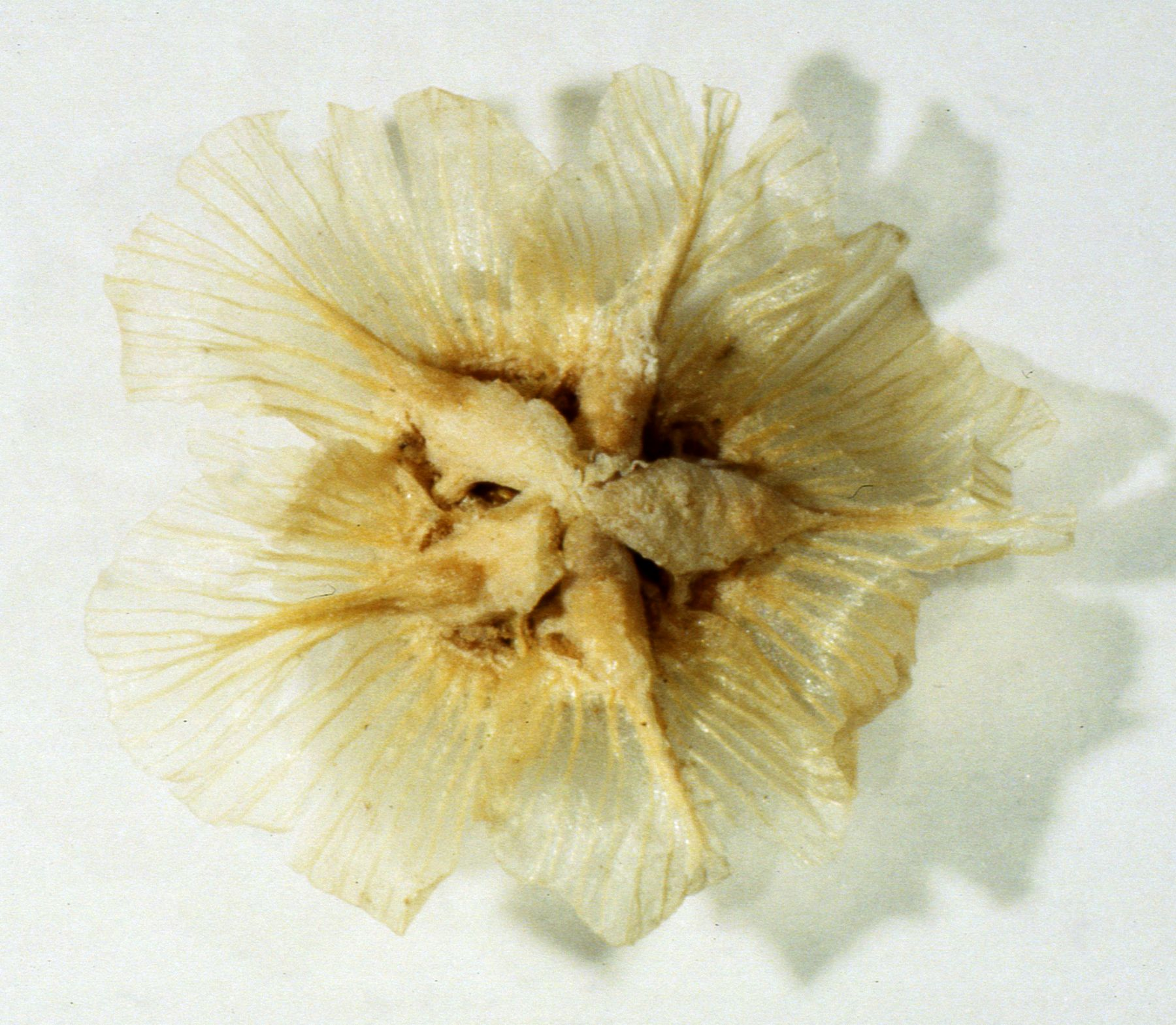
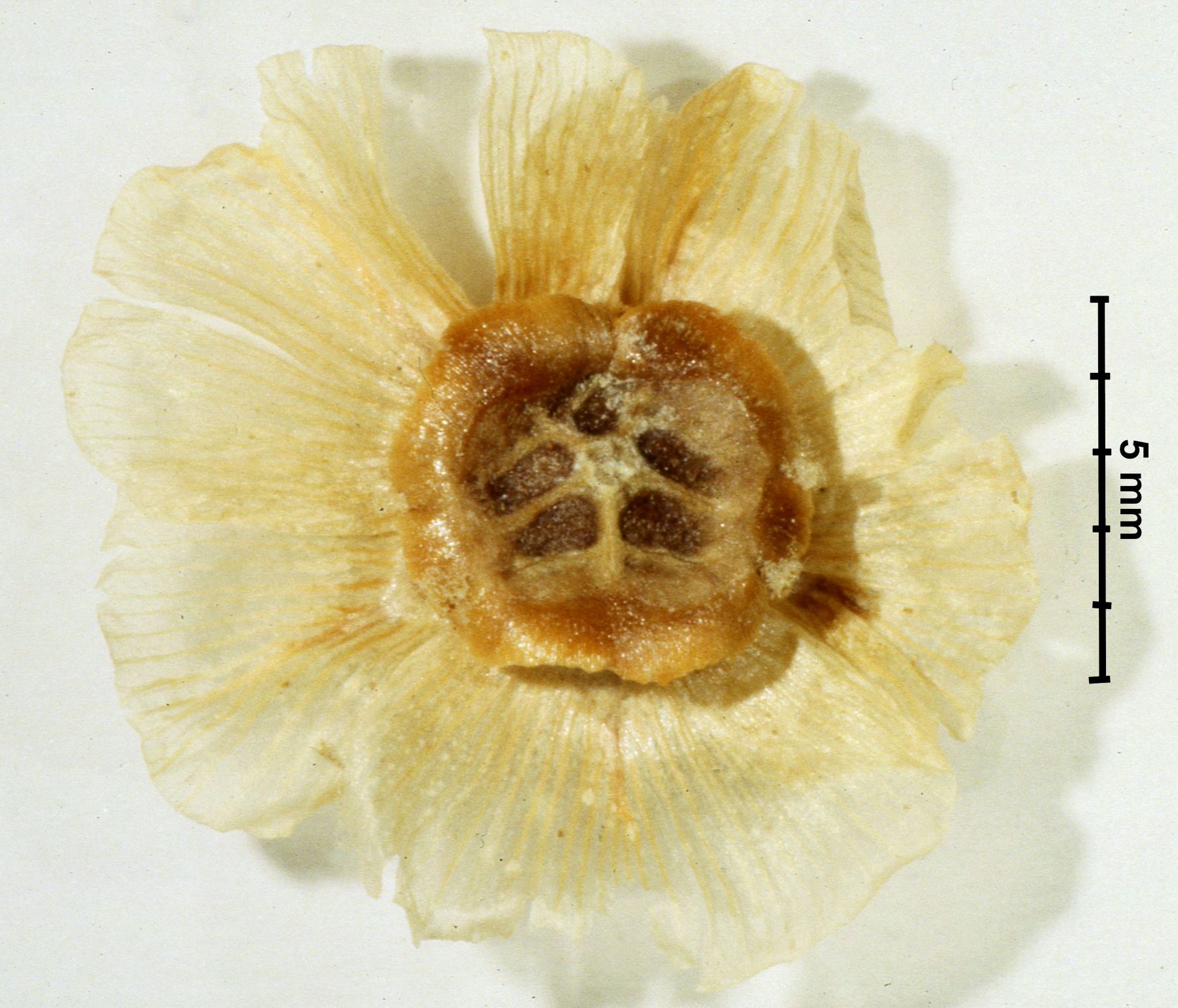
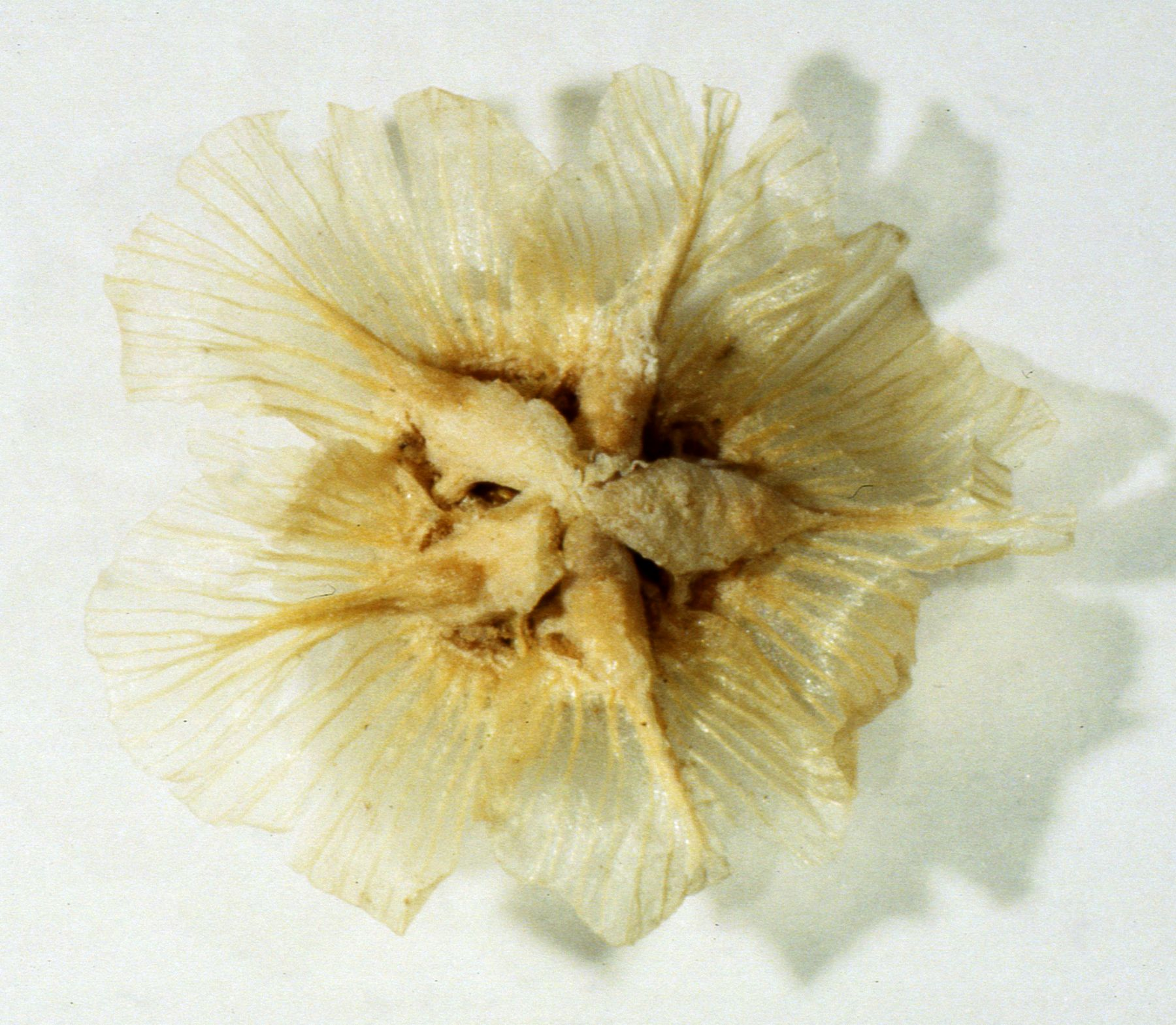